# Bosuilstadion
Le Bosuilstadion est un stade de football situé à Anvers, en Belgique.
Construit en 1923, il accueille les matchs du Royal Antwerp Football Club et a une capacité de 16 649 places. La finale rejouée de la Coupe d'Europe des vainqueurs de coupe de football 1963-1964 s'est notamment tenue dans cette enceinte.